# Хёсльванг
Хёсльванг (нем. Höslwang) — община в Германии, в земле Бавария. 
Подчиняется административному округу Верхняя Бавария. Входит в состав района Розенхайм. Подчиняется управлению Хальфинг.  Население составляет 1236 человек (на 31 декабря 2010 года). Занимает площадь 16,18 км².